# Globicornis emarginata
Globicornis emarginata är en skalbaggsart som först beskrevs av Leonard Gyllenhaal 1808.  Globicornis emarginata ingår i släktet Globicornis, och familjen ängrar. Arten är reproducerande i Sverige.